# طفل الزهرة
نشأ طفل الزهرة كمرادف للهيبيز، خاصة بين الشباب المثاليين الذين تجمعوا في سان فرانسيسكو والمنطقة المحيطة بها خلال صيف الحب في عام 1967. كان من عادة «أطفال الزهور» ارتداء وتوزيع الزهور أو الزهور الأوسمة لترمز إلى المثل العليا للانتماء العالمي والسلام والمحبة. التقطت وسائل الإعلام على المصطلح واستخدمته للإشارة بمعنى واسع إلى أي الهيبيز. كما ارتبط أطفال الزهرة بالحركة السياسية لسلسلة الزهور، التي نشأت في أفكار كتبها ألين جينسبيرج في عام 1965.

## الأصل

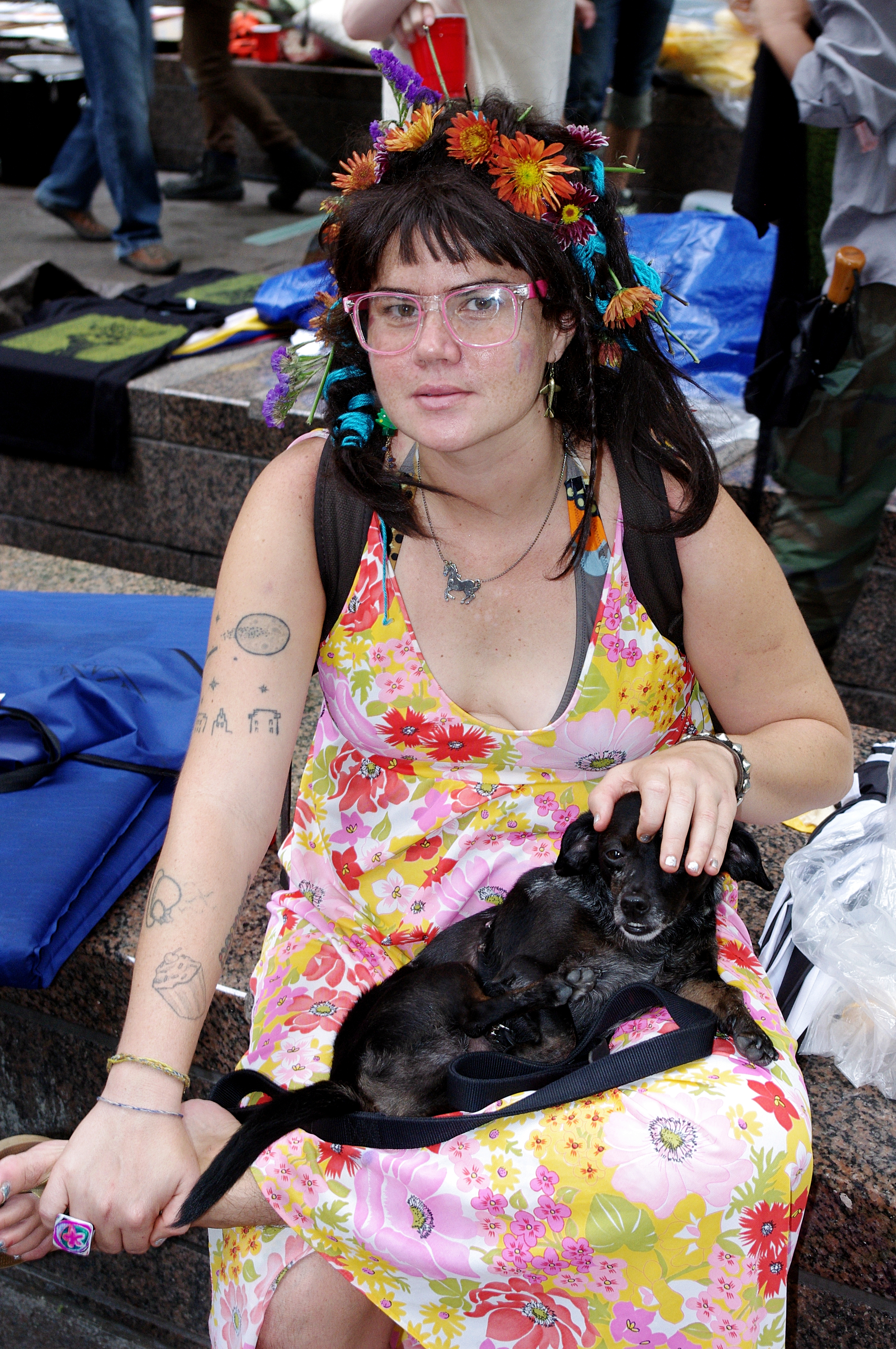
حدث الاحتجاج "احتلوا وول ستريت" في حديقة زوكوتي في نيويورك، في اليوم الثامن، 24 سبتمبر. تم حظر وول ستريت أمام الجمهور لأكثر من أسبوع.

### قوة الزهرة
نشأ هذا المصطلح في منتصف الستينيات في أعقاب إصدار فيلم آلة الزمن للروائي هربرت جورج ويلز الذي يصور ازدهار الزهور، وأهل المجتمع المحلي في المستقبل في قصة تتميز بمواضيع مضادة للحرب. ناشطون سياسيون أمريكيون مثل ألن جينسبيرج وآبي هوفمان دافعوا عن تقديم الزهور كوسيلة للاحتجاج السلمي. صور المتظاهرين الذين استخدموا الزهور في عام 1967 في البنتاغون، مثل صورة مارك ريبود لجان روز كاسم بعنوان «المواجهة النهائية: الزهرة والحربة» ، ورسمت زهرة بوريتير في بوليتزر، زهرة الزهور،  جمعية الزهور مع حركة الثقافة المضادة في الستينيات. احتضنت الهيبيز الرمزية من خلال ارتداء الملابس مع الزهور المطرزة والألوان النابضة بالحياة، وارتداء الزهور في شعرهم، وتوزيع الزهور على الجمهور، وأصبحت تعرف باسم زهرة الأطفال

## سان فرانسيسكو
كتب جون فيليبس من الماماس والباباس أغنية «سان فرانسيسكو (تأكد من ارتداء الزهور في شعرك)» لصديقه سكوت ماكينزي للترويج لمهرجان مونتيري بوب الذي ساعد فيلبيس في تنظيمه. في 13 مايو 1967، حثت كلمات الأغنية الزوار إلى سان فرانسيسكو على«ارتداء بعض الزهور في شعرك»، تماشيا مع فواتير المهرجان بأنها «ثلاثة أيام من الموسيقى، الحب، والزهور». حققت الأغنية نجاحًا كبيرًا، حيث وصلت إلى رقم 4 على الرسم الموسيقي في الولايات المتحدة، ورقم 1 في المملكة المتحدة ومعظم أوروبا،  وأصبحت نشيدًا غير رسميًا للهيبيز وقوة الزهور ومفهوم طفل الزهرة.

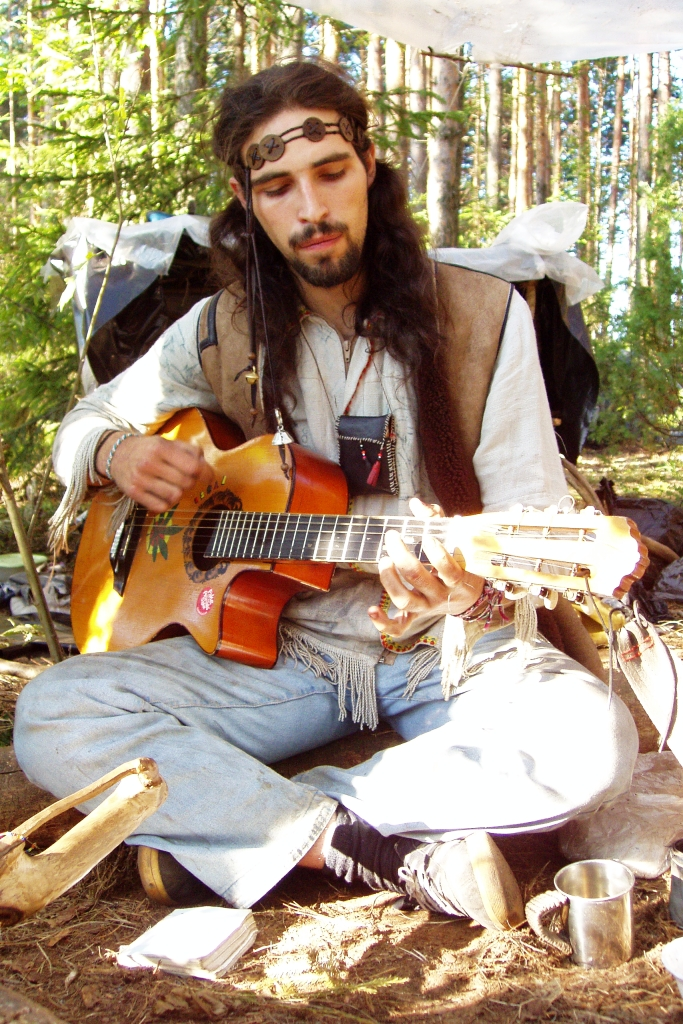
تجمع قوس قزح الروسي. نيجيتينو، أغسطس 2005

## صيف الحب
بعد 14 يناير عام 1967، تم تنظيم هيومان بي من قِبل الفنان مايكل بوين (من بين أمور أخرى، طلبت إعلانات للمشاركين إحضار الزهور)، ما يقرب من 100.000 شاب من جميع أنحاء العالم توافدوا إلى منطقة هايت-آشبوري في سان فرانسيسكو، بيركلي، وغيرها من مدن منطقة الخليج خلال صيف الحب بحثًا عن أنظمة وخبرات قيم مختلفة. أصبح صيف الحب حدثًا فاصلاً في تطوير ثقافة الانتشار العالمي في ستينيات القرن الماضي عندما عاد أطفال الزهور المعادون حديثًا إلى منازلهم في نهاية الصيف، مع الأخذ بأساليب وأفكار وسلوكيات جديدة وتعريفهم في جميع المدن الكبرى في الولايات المتحدة وأوروبا الغربية.

## التحليل الاجتماعي
في كتابه، بروميثيوس رايزينج، اقترح الفيلسوف روبرت أنطون ويلسون أن أطفال الزهرة يمكن أن ينظر إليهم في مصطلحات جونغية كرمز اجتماعي جماعي يمثل مزاج الضعف الودود. في عام 1995، وسعت فرضية سخمت فكرة ويلسون إلى اتجاهات ثقافية شعبية أخرى مع حركات شبابية أخرى مقارنة مع الحالة المزاجية للضعف العدائي، والقوة الودية والقوة العدائية.